# 諾威島
諾威島（英語：Novyy Island），是南極洲的島嶼，位於毛德皇后地的瑪塔公主海岸，最高點海拔高度約250米，在1961年由蘇聯探險隊繪入地圖，現時由南極條約體系管理。